# Jake Short
Jacob Short (Indianápolis, Indiana; 30 de mayo de 1997), más conocido como Jake Short, es un actor estadounidense. Es conocido por su personaje Fletcher en la serie de Disney Channel, A.N.T. Farm, junto con China Anne McClain y Sierra McCormick

## Vida y carrera
Ha hecho apariciones en varios anuncios publicitarios, incluyendo bolsas de basura Glad y Tropicana Orange Juice. Es el segundo de cuatro hijos y vive en Los Ángeles, California.
En 2009, interpretó a Nose Noseworthy en la película La piedra mágica.
Desde 2012 posee una cuenta en la red social Tuenti, la cual ha sido confirmada varias veces por él mismo a través de su cuenta de Twitter. Las dos cuentas se encuentran por el mismo nombre. Twitter: @TheJakeShort. Tuenti: The Jake Short.  Él mismo explicó que mediante esa cuenta lo que pretendía era hablar con sus fanes de una manera mucho más cercana.

## Filmografía

### Películas
| Año  | Película           | Papel           | Notas                                      |
| ---- | ------------------ | --------------- | ------------------------------------------ |
| 2007 | Anna Nicole        | Niño Daniel     | Debut cinematográfico                      |
| 2009 | Shorts             | Nose Noseworthy |                                            |
| 2011 | It Is Dark in Here | Adam            | Cortometraje                               |
| 2012 | A Son Like You     | Eli             | Cortometraje                               |
| 2013 | Unraveled          | —               | Codirector/productor/supervisor de guiones |
| 2018 | #Roxy              | Cyrus Nollen    |                                            |
| 2019 | Confessional       | Sai             |                                            |
| 2020 | This is the Year   | Mikey           |                                            |
| 2021 | Supercool          | Neil            |                                            |
| 2022 | Sex Appeal         | Larson          |                                            |

### Series de televisión
| Año       | Serie                          | Papel           | Notas                                                         |
| --------- | ------------------------------ | --------------- | ------------------------------------------------------------- |
| 2009      | Zeke y Luther                  | Kenny Coffey    | Episodio: "Bros Go Pro"                                       |
| 2009      | Dexter                         | Scott Smith     | Episodios: "Lost Boys", "Hello, Dexter Morgan", "The Getaway" |
| 2009      | Jack and Janet Save the Planet | Mookie          | Piloto                                                        |
| 2010      | Futurestates                   | Tyler           | Episodio: "The Other Side"                                    |
| 2011      | $h*! My Dad Says               | Timmy           | Episodio: "Goodson Goes Deep"                                 |
| 2011-2014 | A.N.T. Farm                    | Fletcher        | Papel principal                                               |
| 2013-2015 | Mighty Med                     | Oliver          | Papel principal                                               |
| 2014      | Win, Lose or Draw              | Él mismo        | Programa de juegos; panelista, 3 episodios                    |
| 2014      | Just Kidding                   | Oliver          | Episodio: "Just a Catchphrase"                                |
| 2015      | Lab Rats                       | Oliver          | Episodio: "Lab Rats vs. Mighty Med: Part 1"                   |
| 2016      | Lab Rats: Elite Force          | Oliver          | Papel principal                                               |
| 2018      | All Night                      | Fig             | Papel principal                                               |
| 2020      | The First Team                 | Mattie Sullivan | Papel principal                                               |

## Premios y nominaciones
| Año  | Premio                                 | Categoría                     | Trabajo     | Rol             | Resultado |
| ---- | -------------------------------------- | ----------------------------- | ----------- | --------------- | --------- |
| 2010 | Young Artist Awards                    | Mejor Actuación en un Reparto | Shorts      | Nose Noseworthy | Nominado  |
| 2012 | Nickelodeon Kids' Choice Awards        | Actor de Televisión Favorito  | A.N.T. Farm | Fletcher Quimby | Ganador   |
| 2014 | Nickelodeon's Kids' Choice Awards 2014 | Actor de TV Favorito          | A.N.T. Farm | Fletcher Quimby | Nominado  |

## Discografía

### Apariciones especiales
| Sencillo                                                                                | Año  | Álbum |
| --------------------------------------------------------------------------------------- | ---- | ----- |
| "Do You Want to Build a Snowman?" (como parte del grupo Disney Channel Circle of Stars) | 2014 | —     |